# Großhandels- und Lagerei-Berufsgenossenschaft
Die Großhandels- und Lagerei-Berufsgenossenschaft (kurz: GroLa BG) war eine gewerbliche Berufsgenossenschaft und somit Träger der gesetzlichen Unfallversicherung. Sie fusionierte zum 1. Januar 2008 mit der Einzelhandels-Berufsgenossenschaft zur Berufsgenossenschaft Handel und Warendistribution (kurz: BGHW). Dadurch entstand ein neuer Träger der gesetzlichen Unfallversicherung für insgesamt 4,1 Millionen Versicherte in rund 410.000 Unternehmen der Branchen Einzelhandel, Großhandel und Warenverteilung.

## Mitglieder
Zu den Mitgliedsbetrieben gehörten rund 120.000 Unternehmen des Großhandels und der Logistikbranche. Insgesamt waren bei der GroLa BG etwa 2,1 Millionen Menschen gegen Arbeitsunfälle und Berufskrankheiten versichert (Stand 2005). Bei der Gründung der GroLa BG am 1. Juli 1886 gehörten ihr 6.500 Unternehmen mit 54.000 Beschäftigten an.

## Gliederung

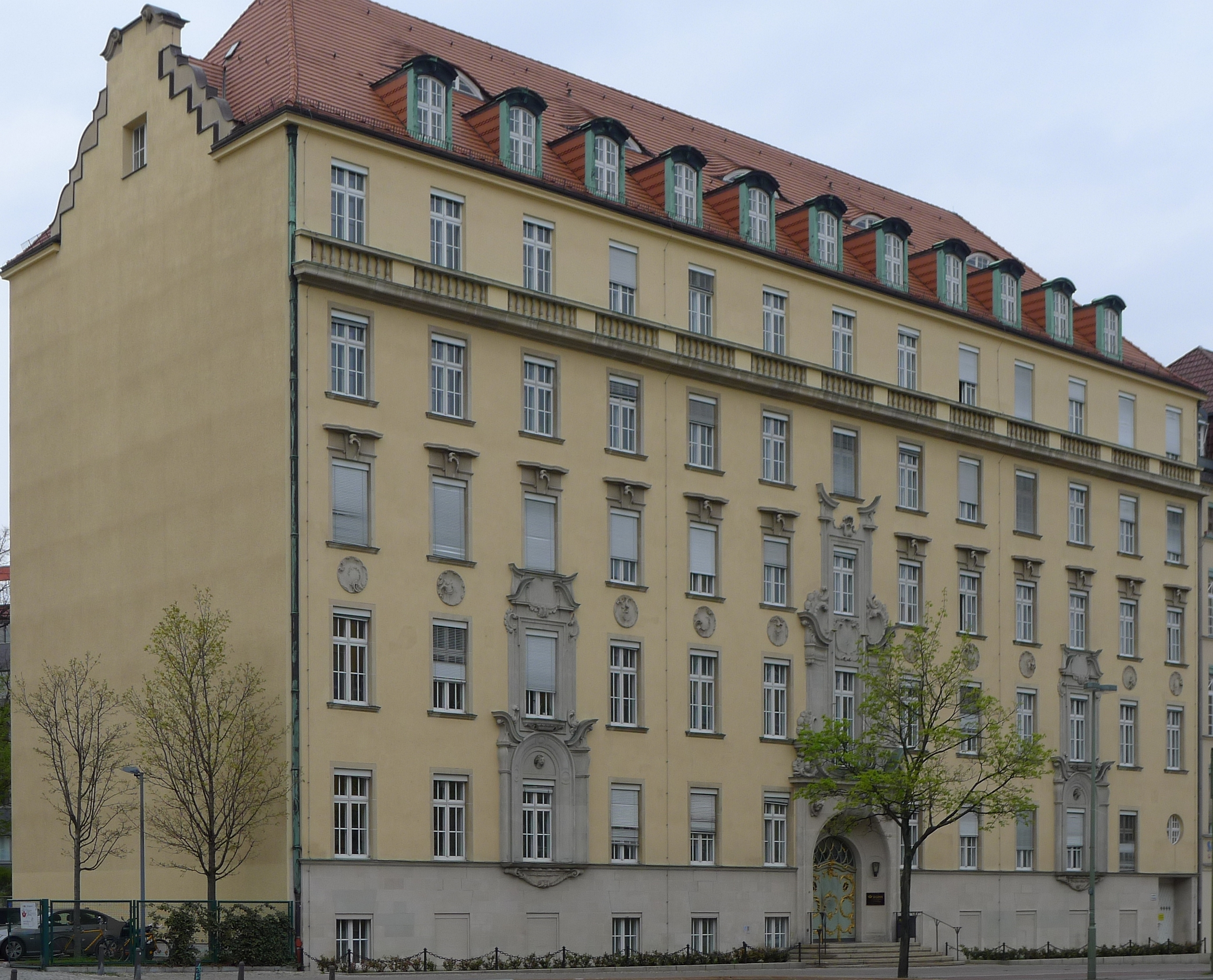
Verwaltungsgebäude der Großhandels- und Lagerei-Berufsgenossenschaft in Berlin-Wilmersdorf (erbaut 1925–26)

Neben der Hauptverwaltung in Mannheim unterhielt die GroLa BG Bezirksverwaltungen an acht Standorten (Berlin, Bremen, Essen, Gera, Hamburg, Mainz, Mannheim und München).

## Leistungen
Versicherungsleistungen im Jahre 2005:
| meldepflichtige Arbeitsunfälle    | 62.641         |
| Anzeigen Verdacht Berufskrankheit | 1.523          |
| Zahl laufender Rentenfälle        | 45.290         |
| Zugänge 2005                      | 1.882          |
| Entschädigungsleistungen          | 423,5 Mio. EUR |

## Sachliche Zuständigkeit
Die berufsgenossenschaftliche Zugehörigkeit eines Unternehmens richtet sich nach den §§ 122 ff. Siebtes Buch Sozialgesetzbuch. Die sachliche Zuständigkeit einer Berufsgenossenschaft bestimmt sich dabei nach Art und Gegenstand des Unternehmens. Rechtsgrundlage für die Zuordnung sind die seit 1885 ergangenen Bundesratsbeschlüsse, die noch heute geltendes Recht sind. Danach ist die Großhandels- und Lagerei-Berufsgenossenschaft zuständig für alle Betriebe zur Behandlung, Handhabung, Leitung und Lenkung von Waren. Die Großhandels- und Lagerei-Berufsgenossenschaft ist also nicht nur – wie man vermeintlich ihrem Namen entnehmen könnte – für Großhandels- und Lagereiunternehmen, sondern z. B. auch für eine Reihe anderer Gewerbszweige und Unternehmen im Bereich der Dienstleistungen und des Handelshilfsgewerbes zuständig.
Die Zuständigkeit der Großhandels- und Lagerei-Berufsgenossenschaft erstreckt sich daher auf folgende Gewerbszweige:
- Großhandel mit und ohne Lager; Handel und Verkauf an gewerbliche und landwirtschaftliche Verwender und Industrie sowie Einkaufs- und Verkaufsvereinigungen; landwirtschaftliche Warengenossenschaften; Unternehmen der Leitung und Lenkung von Waren, der Handelshilfsleistungen,
- Brennstoff-, Treibstoff- und Mineralölhandel mit Verkauf ab Lager oder im Streckengeschäft; Getränkehandel ab Lager und durch Ausfahren; Kellereiunternehmen; Viehhandel und -agenturen; Getreide- und Futtermittelhandel; Baustoff- und Holzhandel; Felle-, Häute- und Darmhandel; Schrotthandel, Alt-, Rest-, Abfall- und Sekundärrohstoffhandel; Pelztierfarmen,
- Versandhandel,
- Handelsvertreter, Handelsmakler und Agenturgeschäfte mit Lager, Kommissionäre,
- Speditions-, Warenverteilungs- und Logistikunternehmen; Speditionsbüros,
- Lagerei- und Speichereiunternehmen, gemeindliche Hafen- und Umschlagsunternehmen sowie Unternehmen des Hafen- und Seegüterumschlags, der Be- und Entladung, Warenprüfung, -kontrolle, -wägung und ähnliche Unternehmen,
- Verlage, deren Erzeugnisse überwiegend im Lohndruck hergestellt werden; Vertrieb, Zustellung, Verteilung von Zeitungen, Anzeigenblättern, Zeitschriften, Lesezirkel und Werbeschriften u. dgl.,
- Verleih, Leasing mit Warenumgang oder im Streckengeschäft; Automatenaufstellunternehmen.